# Lease Auto van het Jaar
De prijs van Lease Auto van het Jaar is een verkiezing die sinds 1991 wordt georganiseerd door ING Car Lease Belgium. De jury bestaat uit vakjournalisten, specialisten en klanten van ING Car Lease. In 2000 werd de verkiezing voor het eerst opgedeeld in meerdere categorieën. Dit concept werd pas sinds 2004 vast in gebruik genomen. Tot dusver werd enkel in 2002 en in 2010 geen verkiezing gehouden voor leaseauto van het jaar. 

## Uitslagen
- 1991
  - Opel Vectra

- 1992 
  - Audi 80

- 1993 
  - Renault Safrane

- 1994
  - Citroën Xantia

- 1995 
  - Renault Laguna

- 1996 
  - Peugeot 406

- 1997
  - Volvo S40/V40

- 1998
  - Toyota Avensis

- 1999
  - BMW 3-reeks

- 2000
  - Economy: Toyota Yaris
  - Business: Opel Zafira
  - Executive: Volvo V70

- 2001 
  - Peugeot 307

- 2003
  - Best in Class: Renault Scénic

- 2004 
  - Best in Class: Volvo V50
  - Business: Opel Astra

 Onvolledig
- 2005
  - Best in Class: BMW 3-reeks
  - Economy: Suzuki Swift
  - Business: Volkswagen Golf
  - Business+: BMW 3-reeks
  - Executive: Audi A6

- 2006
  - Best in Class: Volvo S80
  - Economy: Peugeot 207
  - Business: Opel Zafira
  - Business+: Ford S-MAX
  - Executive: Volvo S80
  - Special Prize of the Jury: Citroën C6
  - Special Prize of the Public: Audi Q7

- 2007
  - Best in Class: Mercedes-Benz C-Klasse
  - Economy: Opel Corsa
  - Business: Kia cee'd
  - Business+: Mercedes-Benz C-Klasse
  - Executive: Volvo V70

- 2008
  - Best in Class: Citroën C5
  - Economy: Ford Fiesta
  - Business: Peugeot 308
  - Business+: Citroën C5
  - Special Prize of the Jury: Jaguar XF
  - Special Prize of the Public: Audi A4

- 2009
  - Best in Class: Opel Insignia
  - Economy: Toyota IQ
  - Business: Renault Mégane
  - Business+: Opel Insignia
  - Executive: Mercedes-Benz E-Klasse

- 2011
  - Best in Class: Opel Astra
  - Economy: Citroën DS3
  - Business: Opel Astra
  - Business+: Peugeot 508
  - Executive: BMW 5-reeks
  - Future on Wheels: Nissan Leaf